# Chusquea juergensii
Chusquea juergensii, denominada comúnmente en Brasil carajá, cará o canilin, es una gramínea arbustiva perenne, perteneciente a la subfamilia de los bambúes (Bambusoideae). Crece en zonas húmedas subtropicales y tropicales del centro-este de Sudamérica. 

## Descripción
Chusquea juergensii es un bambú de una altura de entre 1,5 y 4 metros, con rizoma paquimorfo, que presenta cañas con interior sólido, erguidas, de superficie lisa y glabra, con diámetros de entre 10 y 22 mm. Los entrenudos presentan leves surcos. 
Hojas
Las hojas del culmo poseen vainas decíduas, glabras, con lámina triangular, erecta; no tienen pseudopecíolo. Las del follaje sí tienen pseudopecíolo, de 1,5 a 2,5 mm de longitud, y no tienen el margen de la lígula externa ciliodado; presentan basalmente láminas simétricas.  
La inflorescencia es laxa, linear o paniculada. Muestra un notable y robusto raquis.

## Distribución
Chusquea juergensii habita en el sotobosque umbrío y fresco de selvas en galería, preferentemente en las riberas de cursos de agua, en altitudes comprendidas entre los 145 a los 895 m s. n. m., en zonas de quebradas y sierras, en ambiente subtropical y tropical.  
Se distribuye en el sudeste y sur de Brasil, Uruguay y nordeste argentino. 
Brasil
En Brasil se encuentra en los estados de Minas Gerais, Río de Janeiro, São Paulo, Paraná, Santa Catarina y Río Grande del Sur.
Uruguay
En el Uruguay fue colectado en departamentos del centro-norte: 
- Tacuarembó: 
  - Valle Edén,
  - Gruta de los Helechos

- Treinta y Tres:
  - Quebrada de los Cuervos (común, bordeando el arroyo Yerbalito).
  - Isla Patrulla
  - Arroyo Caraja, Santa Clara de Olimar.

Argentina
En la Argentina se encuentra en el nordeste, extremo norte de la mesopotamia, en la zona central de la provincia de Misiones. En ese país cuenta sólo con dos registros:
- Departamento Guaraní: reserva Papel Misionero, a 2 km de la ruta 15, hacia el arroyo Soberbio y a 1 km del predio de la Universidad Nacional de Misiones (UNaM), justo detrás del salto Golondrina (27°08′S, 54°29′W).
- Departamento Oberá: Campo Viera, Colonia Yazá (27º21´24´´S; 55º3´55´´W).[7]

## Taxonomía
Chusquea juergensii fue descrita originalmente en el año 1909 por el botánico austríaco Eduard Hackel.
El ejemplar tipo procede de Río Grande del Sur, en el sur de Brasil, y habitaba un planalto en altitudes entre los 400 y los 600 m s. n. m. Fue descrito desde un ejemplar cultivado a 70 m s. n. m. en la Fasenda Hortícola, municipio Río Pardo. Había sido colectado en septiembre de 1907.
Etimología.
El nombre genérico Chusquea viene del idioma muisca chusky, que según manuscritos coloniales significa "Caña ordinaria de la tierra". El nombre específico juergensii rinde honor a Carolo Jüergens, quien fue el que envió el material desde la localidad tipo.
Sinonimia.
- Chusquea swallenii McClure & L.B. Sm., 1967. Tipo: Brasil. Estado de Santa Catarina: Caçador, río Caçador, selva en el declive de un morro, 22 jan 1946, Swallen 8284 (holotipo US-2152480 foto-SI; isotipo US-3382049 foto-SI).[10]